# Pinana Drabo
Pinana Drabo, né en 1912 et mort en 2010, est un militaire malien ayant notamment fait partie des Troupes coloniales françaises.
Il participe à la Seconde Guerre mondiale et à la guerre d'Indochine. Par la suite, il est l'un des pionniers de l'armée malienne, dont il était l'un des derniers « patriarches ».